# 安倍昭恵
安倍 昭恵（あべ あきえ、旧姓：松崎〈まつざき〉、1962年〈昭和37年〉6月10日 - ）は、第90・96・97・98代内閣総理大臣である安倍晋三の妻。社会貢献支援財団会長。

## 概要

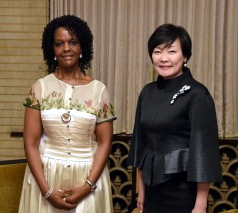
グレース・ムガベ（左）と

東京都出身。生家の松崎家は、森永製菓創業家の森永家と繋がりが深い家系である。聖心女子専門学校卒業後、電通に入社。衆議院議員の安倍晋太郎の次男である晋三と1987年に結婚。夫の晋三ものちに衆議院議員、さらには内閣総理大臣となったが、昭恵はラジオのディスクジョッキー、居酒屋の経営など、政治家の妻としては異色の活動を展開した。森友学園瑞穂の國記念小學院では名誉校長を務めていたが、森友学園問題が浮上した際に退任した。同様に、加計学園御影インターナショナルこども園では名誉園長を務めていたが、のちに加計学園問題が取り沙汰された際に問題視された。大麻解禁、反原発、反TPPなど、夫の晋三とは正反対の主張を展開することもたびたびあった。2017年12月、「国内外における女性の社会参画推進への貢献」によりベルギーからレオポルド2世勲章グランオフィシエに叙勲。

## 経歴

### 生い立ち
父は森永製菓社長を務めた松崎昭雄。
聖心女子学院初等科、聖心女子学院中等科、聖心女子学院高等科を経て、聖心女子専門学校英語科卒業後、電通に入社。新聞雑誌局で勤務した。

### 政治家の妻に
1985年、職場の上司を通じて安倍晋三を紹介される。1986年10月、晋三と婚約。1987年6月に結婚した。子宝に恵まれず、不妊治療を試みたり、養子縁組も検討したと『文藝春秋』とのインタビューでコメントしたことを、のちにBBCが報じている。
1993年6月の衆院選で晋三は旧山口1区から立候補し初当選した。
1998年から2002年にかけて、晋三の地元、下関市のコミュニティ放送『COME ON! FM』で、愛称でもある「アッキー」の名前でラジオパーソナリティを務めていたこともあった。

### 1度目のファーストレディ
2006年9月、晋三の内閣総理大臣就任によりファーストレディとなった。第1次安倍内閣発足時、昭恵は北海道洞爺湖サミット開催までは晋三が政権を維持できると予想していた。
同年10月8日の晋三の大韓民国・中華人民共和国訪問でファーストレディとして実質的な外交デビューを果たし、その後も外国訪問の際には必ずと言っていいほど付き添った。中華人民共和国訪問の際に北京入りした昭恵は、友好の証しとして雍和宮の仏像を参拝。その後、全聚徳で北京ダックの宴会、政府要人と会談をしている。北京市月壇中学と中華人民共和国身体障害者連合会を訪問し、北京市月壇中学では日本国語の授業を聞いていた。
彼女の活動については「米国型のファーストレディを意識している」との分析もある。彼女の活動を補助する「内閣総理大臣公邸連絡調整官」なるポストが設けられ、宮家邦彦が就任した。
晋三以外の候補者の選挙応援にもかかわるようになり、2007年1月28日に北九州市を訪れ、自由民主党、公明党推薦の市長候補者の柴田高博の応援演説を行った。彼女にとって初めての応援演説であり、選挙戦の最終兵器としての起用であったが、落選した。第21回参議院議員通常選挙では21府県を訪れ遊説を行った。この選挙で自由民主党は大敗し参議院第一党の座を民主党に奪われたが、昭恵は、遊説では「声援ばかりが聞こえてきて、逆風を本当に肌で感じることができなかった」と述べている。
晋三の内閣総理大臣辞任の際は、体調不良を3週間前から再三聞かされていたものの、辞任会見を開くことは事前に知らされておらず、友人からの携帯電話の電子メールで初めて知ったという。
第一次政安倍政権時は、夫の足を引っ張ることのないよう、世間からどう見られるかを気にし、自分でスタイリストを依頼し、どういう状況でどういう服やアクセサリーをするか決めて写真に撮り、その通りにしていたという。

### 第1次安倍内閣後
入院中の晋三に対し、昭恵は政治家引退を勧めたが、晋三に「いや、それは違う」と拒否された。
内閣総理大臣を辞任した晋三について、昭恵は「楽な道を捨て、茨の道を選んだ」と評しており、晋三が参議院議員選挙惨敗後すぐに辞任しなかったことで「KY（＝空気が読めない）」と批判されたことについては「今でも納得できません」と述べている。晋三が政権運営に失敗した理由については、「本人が政権運営の面で突っ走ったこと」を「マスコミに書き立てられたことが、支持離れを起こした理由」と振り返っている。
2008年の第169回国会会期中、晋三と昭恵は私的なスキー旅行に出かけたため、メディアから批判された。昭恵は自身のブログでスキー旅行の模様を公開している。
2008年4月10日の、北京オリンピック開催に際し、チベットへの中華人民共和国の人権弾圧に対する抗議活動が世界中で繰り広げられる中、ダライ・ラマ14世がインドからアメリカ合衆国へ行く途中に日本へ立ち寄った。政府はダライ・ラマを敵視している中華人民共和国に配慮し、「政府として接触する予定はない」としていたが、昭恵がダライ・ラマと面会することとなった。日本国全体が人権問題を軽視しているわけではないことを国際社会に示す意図があったとされる。
2011年3月、立教大学大学院21世紀社会デザイン研究科修士課程修了、修士号（比較組織ネットワーク学）取得。修士論文は、「ミャンマーの寺子屋教育と社会生活—NGOの寺子屋教育支援—」。

### 2度目のファーストレディ

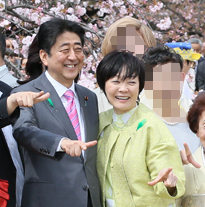
2017年4月15日、新宿御苑にて夫の安倍晋三首相と

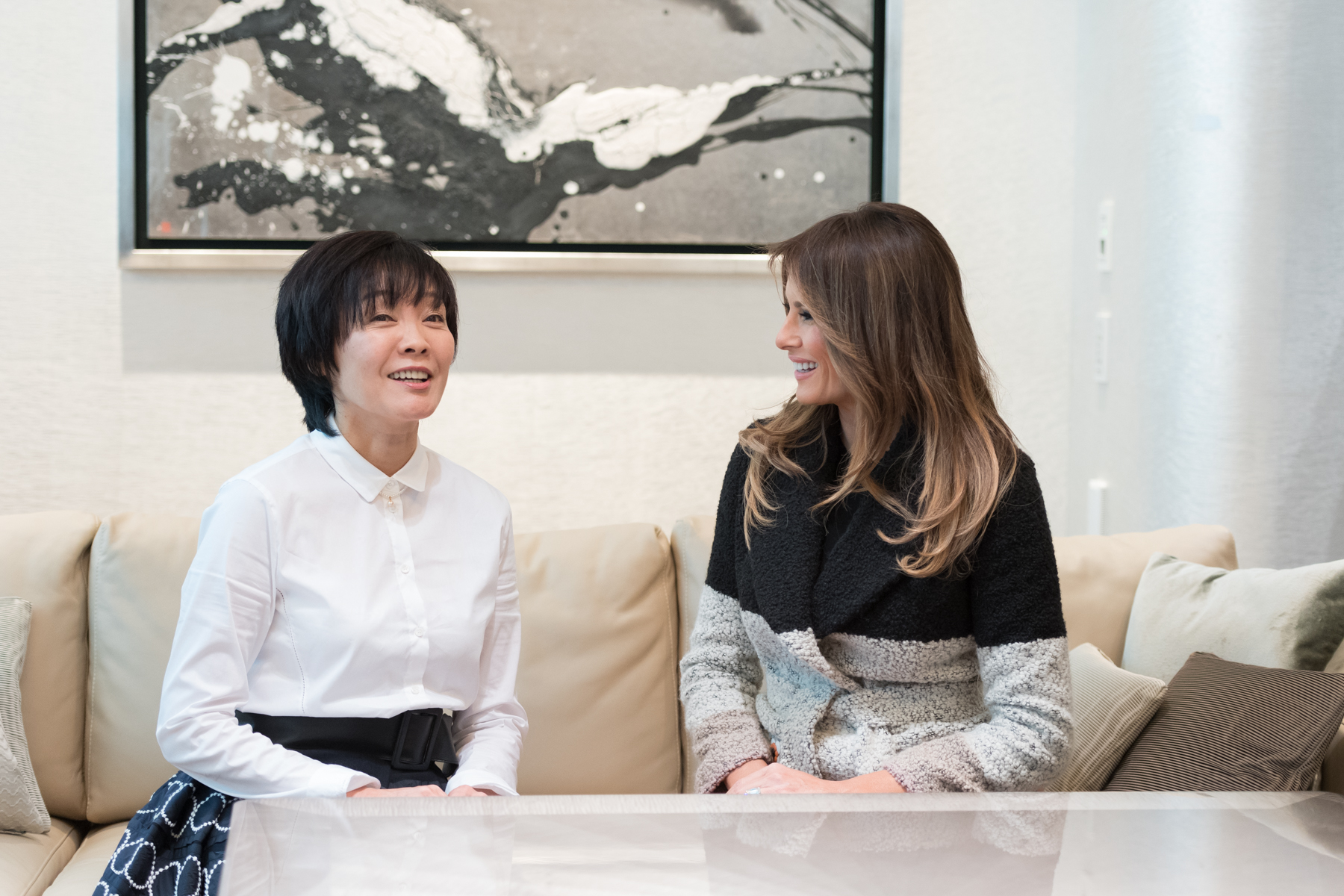
安倍昭恵とメラニア・トランプ（米国のファーストレディ）、2017年11月6日

2012年12月16日の第46回衆議院議員総選挙で自由民主党は民主党から政権を奪還し、総裁であった晋三が同年12月26日に内閣総理大臣に再就任（野田第3次改造内閣総辞職及び第2次安倍内閣成立）、昭恵も再びファーストレディ（内閣総理大臣夫人）となった。
この頃から、人の見る目をあまり気にせず自らの興味・関心を大事にするようになったという。また、沖縄米軍基地建設反対運動をする人のような安倍政権と考えが一致しない人らとも話をするなど、自身の考えで接点を持つようになった。これについて、夫の安倍やその母、昭恵自身の実家の家族らは何も言わなかったという。
2020年9月16日、第4次安倍第2次改造内閣総辞職及び菅義偉内閣成立に伴い、7年8ヶ月務めたファーストレディを菅真理子に引き継ぐこととなった。

### 第2次安倍内閣後
2021年2月23日、長年可愛がってきた愛犬「ロイ」が19年6ヶ月の生涯を閉じ、天寿を全うしたとインスタグラムで報告。同年6月27日、熊本県のブリーダー崩壊により保護されたミニチュアダックスフンドの「ロン」（推定5歳）を「家族」として迎えたことをインスタグラムで報告。その後も夫婦や愛犬の日常の様子や夫の地元である山口県や東日本大震災の被災地である福島県内で農業などに携わる様子などを投稿。
2022年6月18日、愛犬「ロン」が近所の公園でドッグランデビューしたことをインスタグラムに投稿。同年6月22日、和歌山県みなべ町の梅農家で手伝いをしたことをフェイスブックに投稿。

### 安倍晋三銃撃事件
2022年7月8日午前11時31分頃、夫の晋三が奈良市の近鉄大和西大寺駅前で参院選の応援演説中、市内在住の男に改造銃で背後から2発撃たれ、その内2発目が命中した。11時49分には日本経済新聞が「安倍氏は心肺停止の状態で現場から搬送された」と報じた。一報を受けた昭恵は夫が搬送された奈良県立医科大学附属病院に向かうため、東京都内の自宅から東海道新幹線で京都駅に向かった。京都駅では関係者から連絡を受け、彼女の身を案じた弟・松崎勲（現・森永製菓株式会社執行役員）が合流した。16時30分頃、奈良県立医大附属病院の最寄り駅の近鉄大和八木駅に到着。そこから車に乗り、16時55分に病院に到着した。昭恵は人工呼吸器をつけてベッドに横たわる晋三の手を握り「晋ちゃん、晋ちゃん」と何度も名前を呼び続けたが、医師が輸血を大量に行うなど蘇生措置を実施したことおよび容態を告げ、最終的に「蘇生は難しい」と昭恵が判断。同日17時3分、晋三の死亡が確認された。
同日、晋三が関係する6つの政治団体のうち、資金管理団体「晋和会」と「自由民主党山口県第四選挙区支部」の2つの団体を継承し、代表に就任した。晋和会についてはのちに資金管理団体の指定を解除した。

### 夫・晋三の死後
夫である晋三は2022年7月8日17時03分に息を引き取った。事件から一夜明けた7月9日5時55分頃、晋三の遺体は、昭恵に付き添われ搬送先の奈良県立医科大学附属病院を出発。およそ7時間半後の13時30分頃に東京都渋谷区富ヶ谷の自宅に到着した。晋三の通夜は11日、葬儀・告別式は12日にいずれも東京・港区の増上寺で家族葬で営まれ、喪主をつとめた。
晋三の葬儀から9日後の7月21日、自民党本部で開かれた清和政策研究会（安倍派）の総会に出席し、晋三の死去に伴う山口4区の補選について「立候補する考えはない」と話した。
同年9月27日に日本武道館で行われた「国葬儀」と10月15日に山口県下関市の海峡メッセで行われた「山口県民葬」でも喪主をつとめた。山口県民葬から10日後の10月25日には当選同期で総理大臣経験者でもある立憲民主党所属の野田佳彦による晋三への追悼演説が行われるため、国会を訪問。各党への挨拶回りのあと、昭恵は衆議院の傍聴席で晋三の遺影を抱え、花が供えられた晋三の席を向いたり、時折涙を流して演説を聞いた。演説後には野田と面会し「原稿を仏壇に供えたい、(野田)先生にお願いしてよかった」と感想を述べた。11月23日には、東京タワーで開催された産経新聞が主催した「不屈の政治家・安倍晋三写真展」を鑑賞し、「皆さんに見てもらいたい」とコメントした。
2023年4月執行の山口4区補選においては下関市議会議員の吉田真次の擁立を主導。同年4月11日の告示日から選挙当日(4月23日)まで吉田の選挙活動を全面的にサポートした。選挙戦では「主人の最後の選挙のつもりで戦っている」と呼びかけ、吉田を初当選に導いた。また期間中には山口2区でも義弟(晋三の実弟)である岸信夫の政界引退に伴う補欠選挙が行われ、岸の長男で晋三の甥でもある元フジテレビ記者の岸信千世が立候補。4月20日に応援に駆けつけ演説を行い、信千世が幼い頃のエピソードなどを語り「主人の蒔いた種がしっかりと蒔かれている 」と有権者に支持を訴えた。。6月、吉田後援会会長となる。
2024年12月15日、アメリカフロリダ州にあるトランプ次期大統領の邸宅であるマー・ア・ラゴでトランプ次期大統領や妻のメラニア次期大統領夫人と面会した。この面会は日米両政府は関与しておらず、安倍晋三元首相の生前からの両者の個人的な関係によって実現した。この面会の翌日、トランプは記者会見において、安倍昭恵との面会に触れるとともに、石破首相との翌年1月20日の大統領就任前の会談について前向きな発言をしたが、就任前の会談は実現せず、初会談は大統領就任後の2月7日（日本時間では8日）に行われた。
2025年2月、社会福祉法人日本介助犬協会（橋本久美子会長）の副会長に就任した。
2025年5月、モスクワのクレムリンで、プーチン大統領と面会した。

## 人物

### 「家庭内野党」として
原子力政策、環太平洋戦略的経済連携協定、消費税増税に関しては、メディアや講演などで公然と晋三の政策を批判している。晋三から釘を刺されたこともあるというが、「首相に違うと言える人は少なくなるので、こんな意見もあると伝えたい」と述べている。2013年末には、中日新聞社の東京新聞の取材に対し、再生可能エネルギーへの転換、原子力発電所輸出への異論、環太平洋戦略的経済連携協定によって輸入される農作物への不安を述べている。内閣総理大臣夫人でありながら内閣総理大臣の政策に度々異を唱えることについては「家庭内野党」と述べたことがある。なお、2016年には 「昨日はこんな人たちとも写真を撮ったり、握手をしてみました」とコメントを添えて、「アベ政治を許さない」と書かれた紙を掲げる男性らと満面の笑みを浮かべる写真をインスタグラムに投稿したことで、注目を集めた。

### 大麻解禁論
産業用大麻を守る活動に取り組み、個人的活動として大麻草畑を視察することもあった。2016年の小池百合子との対談（週刊現代 2016年11月12日号）では、「今、大麻に興味がある。ひとつは医療用、もうひとつは『祈祷用』」「日本古来の神とつながる精神性を得るためには、日本製の麻を使う必要があると思う。『日本を取り戻す』ことは『大麻を取り戻す』こと」などと発言。この発言は衆議院でも取り上げられ、大西健介より「平成二十八年十一月七日提出 質問第一一八号、首相夫人の大麻についての発言に関する質問主意書」として質問された。

### 森友・加計学園との関わり
- 森友学園が2017年4月に開校予定だった瑞穂の國記念小學院の名誉校長をかつて務めていた。同年2月23日、安倍晋三の事務所は同学園に、名誉校長辞任の意向を伝えるファックスを送信[62][63]。同日午後、森友学園は「瑞穂の國記念小學院」の公式サイトから、昭恵の写真と挨拶文を削除した[64]。
- 加計学園が運営している認可外保育施設御影インターナショナルこども園の「名誉園長」を務めている[65]。
- 2017年3月28日、参議院決算委員会で、「安倍昭恵が『安倍晋三からです』と封筒に入った100万円を下さった」との籠池泰典の証言と、これを否定する安倍内閣総理大臣の答弁の食い違いが議論になった[66]。
- 一連の内閣総理大臣夫人としての振る舞いについて、無所属の会（当時）の江田憲司は「相手が一私企業や私人等の場合は宣伝等に利用されるリスクがある。国民からは『全体の奉仕者』である総理大臣の代理と見られる。個別事案によるが、公的団体以外は断るべき。総理秘書官ら官邸の夫人担当のさばきが甘すぎたのでは」と指摘している[67]。
- 山本太郎は森友学園問題で名前が頻繁に出てくることから昭和最大の汚職事件ロッキード事件と昭恵の名前にかけて、アッキード事件と皮肉っている[68]。

#### 森友学園問題・私人呼称
内閣総理大臣夫人としての立場については、2017年3月14日に「内閣総理大臣の配偶者を指して一般的に用いられる呼称」であり、「公人」でなく「私人」であると閣議決定された。その後、昭恵付の政府職員が国有地取得を巡り森友学園側の疑問点を財務省に照会し、回答を学園に伝えた点や、学園が運営する塚本幼稚園における講演や運動会における唱和、開校予定の瑞穂の國記念小學院の名誉校長に就任した点、国有地取得を巡り決裁済文書から削除された記述に昭恵の名前がある点等から、野党は証言の真偽によっては偽証罪が成立する証人喚問に昭恵を招致すべきとしている。対して与党は私人であること等を理由に拒否。これについて中日新聞社（東京新聞）は、ロッキード事件において24人の民間人が招致された点や、議院証言法の「何人でも、これに応じなければならない」、「過去の判例等においても、当該人の活動が公共の利害にかかわるものであれば公人である」との観点から批判している。

### 新型コロナウイルス感染拡大中における不要不急の外出
新型コロナウイルス感染拡大中の2020年3月14日、晋三は首相記者会見を実施し、「自らの身を守る行動を」「現状は依然として警戒を緩めることはできません」「感染拡大の防止が最優先」「全国津々浦々、心を一つに、正にワンチームで現在の苦境を乗り越えていきたい」と国民にコロナウイルス対策の重要性を訴えた。
翌日、昭恵が大分に旅行し、約50人の団体とともに大分県宇佐市の宇佐神宮を参拝したことを週刊文春が報道した。昭恵は、同行者に「コロナで予定が全部なくなっちゃったので、どこかへ行こうと思っていたんです」と語っていたという。
2020年4月17日、晋三は衆院厚生労働委員会で週刊文春の報道について大筋で事実関係を認めた。また、国民民主党の岡本充功への答弁の中で、昭恵の大分旅行を「事前に聞いていた」とした上で、『3密とならないようしっかり気をつけてもらいたい』と申し上げた」と説明した。
また、政府が国民に対し花見の自粛を要請している最中、手越祐也、藤井リナら総勢13人を引き連れ花見を行なっていた事が発覚した。野党議員からの追及に対し晋三は「国が自粛を要請している公園ではなくレストランの敷地である」と弁明したが、不要不急の外出自体の自粛が求めていられる中で「レストランだからいいのか」と批判を受けた。

### 政治団体
2022年7月8日の死亡時まで安倍晋三は、「晋和会」「自由民主党山口県第四選挙区支部」「東京政経研究会」「山口晋友会」「安倍晋三後援会」「山口政経研究会」の6つの政治団体を有していた。昭恵はこのうちから資金管理団体の「晋和会」と「自由民主党山口県第四選挙区支部」の2つの団体を継承し、同日付で代表に就任した。概要は下記のとおり。
| 名称                           | 代表者   | 所在地                     | 管轄                 | 備考                               | 出典                        |
| ------------------------------ | -------- | -------------------------- | -------------------- | ---------------------------------- | --------------------------- |
| 晋和会                         | 安倍晋三 | 東京都千代田区永田町2-2-1  | 総務省               | 2022年7月8日死亡                   | [ 79 ]                      |
| 晋和会                         | 安倍昭恵 | 東京都渋谷区富ヶ谷1-30-29  | 総務省               | 2022年7月8日就任                   | [ 41 ]                      |
| 自由民主党山口県第四選挙区支部 | 安倍晋三 | 山口県下関市東大和町1-8-16 | 山口県選挙管理委員会 | 2022年7月8日死亡                   | [ 80 ] [ 81 ] [ 82 ] [ 83 ] |
| 自由民主党山口県第四選挙区支部 | 安倍昭恵 | 同上                       | 山口県選挙管理委員会 | 2022年7月8日就任 2023年1月31日解散 | [ 84 ] [ 85 ] [ 86 ] [ 87 ] |

2022年7月21日、昭恵は晋三の死去に伴う山口4区の補選について不出馬を表明。代表の異動届が出されたのは晋和会が7月19日、自由民主党山口県第四選挙区支部が7月22日で、ともに「衆参の現職や候補者になろうとする者が代表である『国会議員関係政治団体』ではない政治団体」に変更して届けられた。これに伴い、晋和会は資金管理団体の指定が解除された。
同年12月31日、下関市東大和町1丁目の安倍事務所は閉鎖され、山口晋友会、安倍晋三後援会、山口政経研究会は解散した。2023年1月31日、自由民主党山口県第四選挙区支部は晋和会に約2703万円を寄付して全額使い切り、同日付で解散した。自由民主党山口県第四選挙区支部から晋和会への寄付は5回にわたり、計1億6434万円に上った。他の政治団体からの寄付もあわせると、総額2億1470万円が晋和会に寄付された。通常の相続と異なり課税対象にならないことから、専門家は「違法ではないが、相続税の支払いがなく引き継がれ、不当だ」と指摘した。同年12月の衆議院予算委員会でも野党から岸田文雄首相に対し「2億円が非課税で相続されている。私物化ではないか」などの質問が上がった。
更に2024年12月4日のしんぶん赤旗の報道では、2022年だけでも同支部への出資が計700万円が政党助成金によって行われており税金が原資の政党助成金が交付された形となっている。このため事実上、政党助成金も含めて資金移転されたのではないかという指摘がなされている。

### その他
- 故橋本龍太郎元総理の久美子夫人とは同じ学校卒業で薙刀の稽古をともにする間柄[21]で、日本介助犬協会の会長である久美子夫人の依頼もあり同協会の副会長となった[92]。
- 2006年12月に自身の公式ブログ「安倍昭恵のスマイルトーク」を開設。2011年11月12日まで更新していた。
- 2012年、国産・無農薬・無添加の食材にこだわった居酒屋UZUを東京都千代田区に開店し、社長となった[93]。このこともあってか芸能界にも太い人脈があるといわれている[94]。なお同店は2022年10月31日に閉店した[95]。
- 森友学園財務省書き換え改竄事件や財務省近畿財務局職員自殺の後、フェイスブックにて野党のバカげた質問という投稿にいいねをしたと複数の新聞社に報道された[96][97][98]。
- 小川榮太郎によると、晋三が自由民主党国会対策副委員長時代に、食事ができずに3か月入院して点滴の日々が続き、体重も激減していた時、昭恵が「もう政治家なんて辞めて下さい」と涙ながらに訴えたことがある[99]。また、かねてから、潰瘍性大腸炎という病名を公表するべきだと、晋三に訴えていた[99]。
- 晋三のことは「晋ちゃん」と呼んでいた[100]。

## 家族・親族

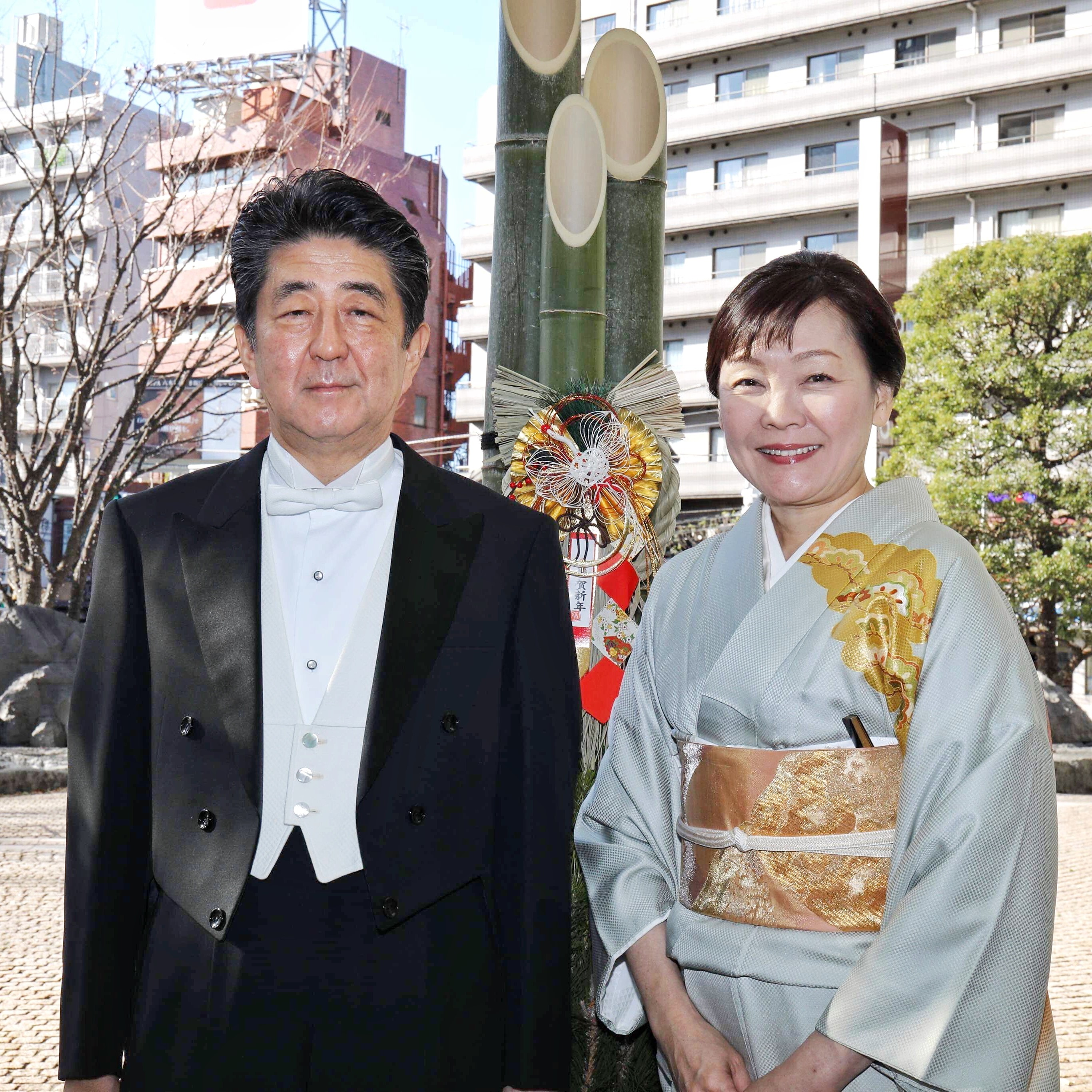
2020年1月1日、夫の晋三と

- 曾祖父 森永太一郎（実業家・森永製菓創業者・初代社長）、松崎半三郎（1874〜1961、実業家・森永製菓第2代社長）
- 祖父 森永太平（実業家・森永製菓第3代社長）、松崎一雄（1901〜2000、森永製菓相談役）
- 父 松崎昭雄（実業家・森永製菓第5代社長）
- 夫 安倍晋三（1954〜2022、政治家・内閣総理大臣）
- 遠縁 池部良（俳優）、岡本太郎（芸術家）、岡本かの子（作家）

## 系譜
- 松崎氏

```
森永太一郎━━森永太平━┳森永剛太
　　　　　　　　　　　　┃
　　　　　　　　　　　　┗恵美子
　　　　　　　　　　　　　　┃
　　　　　　　　　　　　　　┣━━━━━昭恵
　　　　　　　　　　　　　　┃　　　　　┃
　　　　　　　　　　　　　　┃　　　　　安倍晋三
松崎半三郎━┳松崎一雄━━松崎昭雄
　　　　　　┃
　　　　　　┗貞子━━━━美子（半三郎の孫/養子）
　　　　　　　　　　　　　┃
　　　　　　　池部鈞　　　┃
　　　　　　　┣━━━━━池部良
岡本可亭━━┳篁子（末子）
　　　　　　┃
　　　　　　┗岡本一平（長男）
　　　　　　　┣━━━━━岡本太郎
　　　　　　　岡本かの子

```

## 栄典
外国勲章
- 2017年12月7日 -  ベルギー:レオポルド2世勲章グランオフィシエ章（フランス語: Ordre de Léopold II、オランダ語: Orde van Leopold II）[101]
- 2014年1月10日 -  コートジボワール:コートジボワール勲章コマンドゥール（英語版）

## 著書
- 『安倍昭恵の日本のおいしいものを届けたい! 私がUZUを始めた理由』世界文化社、2013年10月4日。ISBN 978-4-418-13329-1。
- 『どういう時に幸せを感じますか? （アッキーのスマイル対談）』ワック、2014年4月3日。ISBN 978-4-89831-421-0。
- 『「私」を生きる』海竜社、2015年11月19日。ISBN 978-4-7593-1417-5。